# 이스티클랄 모스크 (사라예보)

이스티클랄 모스크

이스티클랄 모스크(Istiklal džamija)는 보스니아헤르체고비나 사라예보에서 가장 큰 모스크 중 하나다. 보스니아헤르체고비나와 인도네시아 양국의 단결과 우애의 상징으로서 선물로 지어진 건물이기 때문에 자카르타에 있는 이스티클랄 모스크에서 이름을 따왔다. 이스티클랄이라는 이름이 아랍어로 독립을 뜻하기 때문에 보스니아헤르체고비나의 독립을 기념하는 뜻도 있다.

## 활동
신앙생활 뿐 아니라 종교 교육 용도로도 쓰인다.

## 역사
1995년 3월 사라예보 방문 도중 인도네시아의 대통령 수하르토는 보스니아헤르체고비나 사람들을 위한 선물로 모스크를 세우는 아이디어를 생각했다. 수하르토는 그의 아이디어를 실현시키기 위해 행정부를 동원했고 인도네시아의 중요한 건축가인 파우잔 노에만(Fauzan Noe'man)으로 하여금 모스크를 설계하고 계획을 진행토록 했다. 노에만은 바탐섬의 그랜드 모스크, 이스타나 메르데카의 바이투라힘 모스크, 자카르타 동부 타만 미니 인도네시아 인다 인근에 있는 아트-틴 모스크 등으로 알려져 있었다. 해당 계획은 1995년에 시작했고 1998년에 수하르토 정권이 전복되어 중단됐다가 2001년 9월에는 인도네시아 종교장관 사이드 아길 알 무나와르에 의해 개관식이 진행됐다. 건축비는 미화 270만 불이었다. 2002년 9월, 인도네시아 대통령 메가와티 수카르노푸트리도 방문했다.

## 건축
이스티클랄 모스크는 인도네시아 관점에서 본 이슬람 건축의 포스트모던적 해석을 반영한다. 모스크는 간단한 기하학 요소와 패턴으로 건축됐다. 스테인리스강이나 알루미늄으로 만들어진 금속과 유리가 정문, 창, 아치 부분에 사용됐다. 외부는 흰색 타일로 덮여 있고 내부, 특히 미흐라브, 민바르, 창틀은 인니 목재로 만들어진 꽃 조각으로 장식됐다.
사라예보 서부 오토카에 세워진 2800m2의 이스티클랄 모스크는 눈에 띄는 랜드마크다. 이스티클랄 모스크는 높이와 지름이 27m인 단층 구리색깔 돔을 갖고 있다. 돔에는 수평으로 구멍이 3개가 있어서 자연광이 잘 들어온다. 이러한 형태의 돔은 역시 노에만에 의해 설계된 자카르타의 아트-틴 모스크와 비슷하다. 쌍둥이 타워 2개가 입구에 있는데 이란식 이완 정문 양식과 비슷하다. 타워의 높이는 48m다. 돔 끝과 쌍둥이 타워는 별과 초승달이 달린 둥근 첨탑으로 장식됐다. 쌍둥이 타워는 인도네시아와 보스니아헤르체고비나 양국을 상징한다.